# 2D2 400
 (septembre 2018).
Les deux locomotives électriques E 400 sont des prototypes fabriqués par Ganz (Hongrie) et conçues par Kálmán Kandó pour répondre à un appel d'offres lancé par l'ingénieur Hippolyte Parodi pour la Compagnie du chemin de fer de Paris à Orléans (PO). Renumérotées 2D2 E 400 par la Société nationale des chemins de fer français (SNCF), elles sont mises en service en 1926 et retirées en 1941 et 1945 sans avoir donné satisfaction.

## Genèse
Pour accompagner l'électrification en 1500 volts de la ligne Paris - Vierzon, un certain nombre de locomotives de type BB avaient été commandées en 1921 mais leurs performances n'étaient pas suffisantes pour assurer les liaisons à grande vitesse espérées.

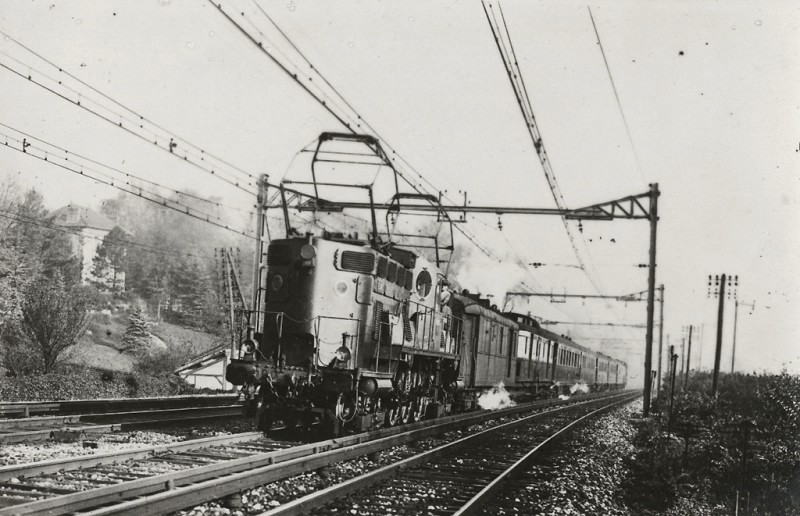
Locomotive PO E 401 ou 402.

Avant de décider une commande importante, l'ingénieur Parodi voulut mettre à l'épreuve différentes solutions proposées à l'époque par les constructeurs. Un marché destiné à la fabrication de trois prototypes dont deux par Ganz fut conclu le 5 juillet 1922[réf. nécessaire]. Les E 400 résultèrent d'une collaboration entre les bureaux d'études de Ganz et ceux du PO mais aussi de l'expérience acquise avec les machines triphasées Ganz fournies aux chemins de fer italiens.

## Description
La transmission par bielles était hyperstatique Kando sur la E 401 et de type isostatique Parodi sur la E 402. La caisse faisait corps avec le châssis et reposait sur quatre essieux moteurs accouplés deux à deux et sur deux bogies les encadrant. Les quatre moteurs de traction, à ventilation forcée et 8 pôles, avaient une puissance d'environ 1000 ch sous 1 500 V. Les machines étaient également munies de deux groupes générateurs transformant le courant 1500 V en 110 V et de 2 groupes de compresseurs.

## Utilisation et services
Mise en exploitation en 1926, elles furent affectées à la traction des trains de voyageurs rapide comme le Sud-Express. Le but était de retenir un type de locomotive électrique adapté aux rames voyageurs rapides dont le poids allait en augmentant. Ne donnant pas satisfaction du point de vue de la fiabilité, face aux prototypes  E 500 (2D2 5500), elles sont mutées au dépôt de Limoges en 1936 dans le régime marchandises à des vitesses limitées à 80 km/h. Elles sont retirées du service en 1941 pour la 2D2 401 et en 1945 pour la 2D2 402.

## Caractéristiques

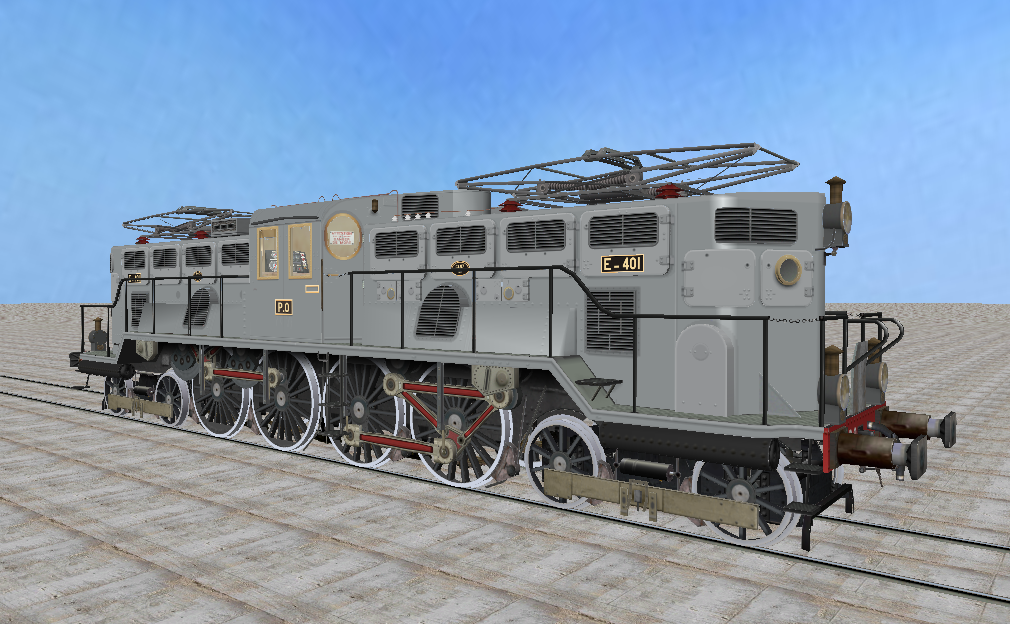
La 2D2 aux couleurs PO.

- alimentation 1 500 V CC par pantographe et/ou frotteur 3e rail
- pantographes Faiveley PO F1 puis General Electric S 501A dits "Chicago".
- 4 moteurs de traction type TB 115 pour la E 401 et moteurs de traction type TBS 115 pour la E 402
- puissance environ 4 200 ch sous 1 500 V (3 090 kW)
- vitesse maximale : 120 km/h
- longueur : 16,04 m
- masse    : 131 tonnes

## Modélisme
A l'échelle HO, les locomotives électriques E 401 et E 402 ont fait l'objet d'une reproduction en kit à monter (en bronze et laiton) par l’artisan Locoset Loisir (ArtMetal-LSL) ainsi que par la firme Suisse Fulgurex en reproduction haut de gamme toute assemblée.